# All of My Love (Destiny Chukunyere-dal)
Az All of My Love (magyarul: Minden szeretetem) Destiny máltai énekesnő dala, mellyel Máltát képviselte volna a 2020-as Eurovíziós Dalfesztiválon Rotterdamban.

## Eurovíziós Dalfesztivál
A máltai műsorsugárzó (PBS) a 2020-as versenyzőjét az Eurovíziós Dalfesztiválra az X Factor című tehetségkutató műsorral választotta ki, amit február 8-án Ira Losco (az ország 2002-es és 2016-os versenyzője) mentoráltja, Destiny Chukunyere nyert meg. Az énekesnő az ország színeiben 2015-ben megnyerte a Junior Eurovíziós Dalfesztivált, majd 2019-ben a máltai versenyző, Michela vokalistájaként szerepelt a felnőttek versenyén.
Az All of My Love című versenydalt és a hozzákészült videóklipet 2020. március 9-én jelent meg. Érdekesség, hogy a dal szerzői között van Borislav Milanov, aki ugyanebben az évben bolgár és a német versenydalt is szerezte; Joacim Persson, aki a előző évi máltai dalt is írta és Cesár Sampson, aki a 2018-as Eurovíziós Dalfesztiválon képviselte Ausztriát.
Az Eurovíziós Dalfesztiválon a dalt az előzetes sorsolás alapján először a május 12-i első elődöntő második felében adták volna elő, azonban március 18-án az Európai Műsorsugárzók Uniója bejelentette, hogy 2020-ban nem tudják megrendezni a versenyt a COVID–19-koronavírus-világjárvány miatt. A máltai műsorsugárzó jóvoltából az énekesnő lehetőséget kapott az ország képviseletére a következő évben egy új versenydallal.

## Külső hivatkozások
- Dalszöveg (angol nyelven). Genius Lyrics
- A dal videóklippje. YouTube-videó, Eurovision Song Contest, 2020. március 9.